# Karl Markl
Karl Markl (* 5. Mai 1827 in Moravičany; † 21. Juni 1898 in Karlsbad) war ein österreichisch-ungarischer Offizier und Militäringenieur.

## Leben
Als Sohn eines Forstmeisters in Mähren geboren, begann er im Jahre 1843 am Wiener k.k. polytechnischen Institut mit seiner technische Ausbildung, die er im Jahre 1847 abschloss. Im Jahre 1849 trat er in die k.k. Armee ein, besuchte die Sappeurkorpsschule und war 1851 Unterleutnant 2. Klasse in Krems. Anschließend wurde er Oberleutnant im 1. Genie-Regiment in Krems und später Hauptmann 2. Klasse im 11. Genie-Bataillon ebenda. Ab 1856 besuchte er den höheren Geniekurs an der Genie-Akademie in Znojmo.
Spätestens ab Dezember 1859 war Markl Hauptmann 1. Klasse im Geniestab und in Verona, Legnano, Venedig und Wien stationiert. In den Jahren 1864 bis 1869 arbeitete er gemeinsam mit Karl Pilhal, den er als Objektkommandeur vertrat, beim Bau der Kronprinz-Rudolf-Kaserne (heute Rossauer Kaserne) mit. Weitere leitende Aufgaben im militärischen Baudienst erfüllte er unter anderem in Graz, Arad (Rumänien), Zara (Kroatien) und Lemberg (Ukraine), bis er im Jahre 1870 als Major im 2. Genie-Regiment in Krems zum Einsatz kam. Mit dem Ranglistenalter 26. April 1877 wurde er Oberst im Geniestab und Genie-Chef beim Militär-Kommando in Zara.
Im Jahre 1884 wurde er für die Beförderung zum Chef des Geniewesens nicht für geeignet befunden, weil er zu wenig Felddienst-Erfahrung hatte. Kurz danach wurde er zum Generalmajor im Geniestab befördert und krankheitshalber pensioniert. Anschließend wurde Markl im k.u.k. Militär-Schematismus bis zu seinem Tod als unangestellter Titular-General-Major in Krems geführt.

## Bedeutung
Außer seiner Mitwirkung am Bau der Kronprinz-Rudolf-Kaserne in Wien ist über die sonstige Bautätigkeit von Markl wenig bekannt. Wie weit Markl an der Planung der Kaserne beteiligt war, ist nicht feststellbar. Aus seiner Dienstbeschreibung geht hervor, dass er in der „Architektur gründlich bewandert und auch selbst schaffend“ war.